# Вадим Пружанов
Вадим Пружанов (Чернігів, 18 червня 1982) — український клавішник, колишній учасник пауер-метал гурту DragonForce.                              

### Біографія
Він народився в Чернігові в Україні в родині батьків росіян, які згодом переїхали до Лондона. Почав грати на фортепіано у 8 років. Пізніше він навчався в консерваторії, поки через 3 роки йому це не набридло, він кинув навчання і продовжив навчання як самоук. Саме в цей час Вадим Пружанов відкрив для себе рок-музику і вирішив, що це буде його шлях. У 12 років він отримав синтезатор Yamaha PSS-51 і почав створювати власну музику, і відтоді не зупинявся.
Окрім гри на клавішних, Пружанов також є кваліфікованим гітаристом та володіє гітарою Ibanez.
На нього вплинули такі артисти, як Інгві Мальмстін, Strapping Young Lad, Стів Вай, Pantera, Judas Priest, Symphony X і Dream Theater.
Вадим навчався у Cardinal Wiseman RC High School в Грінфорді, Міддлсекс (Лондон).
Був учасником групи DragonForce з 2001 по 2018 рік.

### Дискографія
- 2003 - Valley of the Damned (Noise Records / Sanctuary Records)
- 2004 - Sonic Firestorm (Noise / Sanctuary)
- 2006 - Inhuman Rampage (Roadrunner Records, Noise)
- 2008 - Ultra Beatdown (Roadrunner, Universal, Spinefarm Records)
- 2012 - The Power Within (Roadrunner Records)
- 2014 - Maximum Overload (Metal Blade Records)
- 2017 - Reaching into Infinity (earMUSIC, Metal Blade Records)

### Пов'язані елементи
- DragonForce

- Protest the Hero